# York Museum Stone
Der York Museum Stone ist ein bronzezeitlicher Stein unbekannter Herkunft, mit Petroglyphen auf der Oberseite.
Es wird angenommen, dass er aus der Gegend von Robin Hood’s Bay, etwa 60 Meilen entfernt, stammt und 1895 der York Philosophical Society von einem gewissen Canon Raines vorgestellt wurde.
Die Größe und Form des Blocks legen nahe, dass er aus einem  Aufschluss geschnitten wurde und den Randstein eines Barrows bzw. Cairns oder den Deckstein einer Steinkiste bildete.
Das bronzezeitliche Design besteht aus sechs Cup-and-Ring-Markierungen, also Schälchen, die von einem oder mehreren konzentrischen Ringen umgeben sind. Das zentrale Motiv hat drei Ringe sowie eine feine Rille, die nach außen aus dem Becher (englisch cup) läuft. Drei andere Schälchen scheinen weniger Ringe und etwas kürzere Rillen zu haben.

## Standort
Der Stein befindet sich im Garten des Yorkshire Museums in York 